# فرودگاه کمیلو پانس انریکز
فرودگاه کمیلو پانس انریکز (به انگلیسی: Camilo Ponce Enríquez Airport) یک فرودگاه همگانی با کد یاتا LOH است که یک باند فرود آسفالت دارد و طول باند آن ۲۰۵۰ متر است. این فرودگاه در کشور اکوادور قرار دارد و در ارتفاع ۱۲۳۶ متری از سطح دریا واقع شده‌است.

## شرکت‌های هواپیمایی و مقصدهای پروازی
| شرکت‌های هواپیمایی    | مقصدهای پروازی      |
| -------------------- | ------------------- |
| Línea Aérea Cuencana | نیو کیتو            |
| TAME                 | نیو کیتو، گوایاکیول |